# Harry Carey jr.
Harry Carey jr., geboren als Henry George Carey (Saugus, 16 mei 1921 – Santa Barbara, 27 december 2012), was een Amerikaans acteur. Hij speelde in meer dan 90 films (voornamelijk westerns) en een flink aantal televisieseries.
Hij was de zoon van acteur Harry Carey (1878–1947) en actrice Olive Carey (1896–1988) en kleinzoon van entertainer George Fuller Golden.
Carey jr. speelde in drie films met regisseur Howard Hawks: Red River (waarin ook zijn vader nog meespeelde), Monkey Business en Gentlemen Prefer Blondes.
Verder speelde hij in elf films met vriend en filmster John Wayne, zoals Rio Grande en Cahill U.S. Marshal. De meeste films maakte hij met John Ford, eveneens een goede vriend. De bekendste zijn: 3 Godfathers, She Wore a Yellow Ribbon, Wagon Master, Rio Grande, The Long Gray Line, Mister Roberts, The Searchers, Two Rode Together en Cheyenne Autumn. Hij schreef een boek over zijn samenwerking met John Ford, Company of Heroes: My Life as an Actor in the John Ford Stock Company (1994).
In 1966 speelde hij samen met James Stewart en Maureen O'Hara in The Rare Breed.
Tussen 1955 en 1957 speelde hij Bill Burnett in de televisieserie Spin and Marty. Daarna speelde hij nog in de series The Legend of Jesse James, Gray Ghost, Whispering Smith, Bonanza en Gunsmoke.
In 1985 speelde hij Red in de film Mask. In 1990 maakte hij zijn opwachting in Back to the Future Part III in een saloonscène in 1885 en als J.C. Lee in Bad Jim. In 1993 maakte hij een cameo in Tombstone als sheriff Fred White. In 1997 speelt met Tom Selleck als James Sanford in Last Stand at Saber River. In 2005 kwam er in zijn geboorteland een documentaire over hem uit, getiteld The Adventures of Spin and Marty: Back in the Saddle with Harry Carey Jr.